# Reichstagswahlkreis Oberbayern 6

Die Wahlkreisaufteilung des Deutschen Reichs.

Der Reichstagswahlkreis Oberbayern 6 (Wahlkreis 242; Wahlkreis Weilheim) war der Reichstagswahlkreis für die Reichstagswahlen im Deutschen Reich und im Norddeutschen Bund von 1867 bis 1918.

## Wahlkreiszuschnitt
Der Wahlkreis umfasste die Stadt Landsberg am Lech und die Bezirksämter Bruck, Garmisch, Schongau, Weilheim und vom Bezirksamt Füssen die Gemeinden Buching und Trauchgau. Der Wahlkreis war eine Parteihochburg des Zentrums. Er wurde meist im ersten Wahlgang mit deutlichen Mehrheiten entschieden.
| Jahr | Einwohner |
| ---- | --------- |
| 1890 | 109.373   |
| 1895 | 113.109   |
| 1900 | 120.493   |
| 1905 | 128.492   |
| 1910 | 139.812   |

|      | Landwirtschaft | Industrie und Gewerbe | Handel und Dienstleistungen |
| ---- | -------------- | --------------------- | --------------------------- |
| 1895 | 68,4           | 19,8                  | 11,8                        |
| 1907 | 64,2           | 22,5                  | 13,3                        |

|      | Evangelisch | Katholisch |
| ---- | ----------- | ---------- |
| 1890 | 1,3         | 98,6       |
| 1905 | 2,          | 97,9       |
| 1910 | 2,5         | 97,3       |

## Abgeordnete
| Wahl                             | Abgeordneter          | Partei                  | Bild |
| -------------------------------- | --------------------- | ----------------------- | ---- |
| Zollparlamentswahl 1868 bis 1871 | Karl von Eichthal     | Fraktionslos            |      |
| Reichstagswahl 1871 bis 1874     | Emeran Kottmüller     | Liberale Reichspartei   | 0    |
| Reichstagswahl 1874 bis 1881     | Ferdinand von Miller  | Deutsche Zentrumspartei |      |
| Reichstagswahl 1881 bis 1887     | Josef Geiger          | Deutsche Zentrumspartei | 0    |
| Reichstagswahl 1887 bis 1898     | Franz Weber           | Deutsche Zentrumspartei | 0    |
| Reichstagswahl 1898 bis 1913     | Klemens von Thünefeld | Deutsche Zentrumspartei |      |
| Ersatzwahl 1913 bis 1918         | Erich Emminger        | Deutsche Zentrumspartei |      |

## Wahlen

### Zollparlament
Es fand nur ein Wahlgang statt. Die Zahl der gültigen Stimmen betrug 12.295.
| Kandidat          | Partei | Stimmen | in % | Anmerkungen |
| ----------------- | ------ | ------- | ---- | ----------- |
| Karl von Eichthal |        | 7544    | 0    | 0           |

### Reichstagswahl 1871
Es fand ein Wahlgang statt. 20.866 Männer waren wahlberechtigt. Die Zahl der abgegebenen Stimmen betrug 13.688. Die Wahlbeteiligung betrug 65,6 %.
| Kandidat             | Partei   | Stimmen | in % | Anmerkungen |
| -------------------- | -------- | ------- | ---- | ----------- |
| Emeran Kottmüller    | LRP      | 8127    | 0    | 0           |
| Ferdinand von Miller | Zentrum  | 4100    | 0    | 0           |
|                      | Zentrum  | 1449    | 0    | 0           |
| 0                    | Sonstige | 12      | 0    | 0           |

### Reichstagswahl 1874
Es fand ein Wahlgang statt. 23.428 Männer waren wahlberechtigt. Die Zahl der abgegebenen Stimmen betrug 17.173, 56 Stimmen waren ungültig. Die Wahlbeteiligung betrug 73,5 %.
| Kandidat             | Partei   | Stimmen | in % | Anmerkungen |
| -------------------- | -------- | ------- | ---- | ----------- |
| Emeran Kottmüller    | LRP      | 3051    | 0    | 0           |
| Ferdinand von Miller | Zentrum  | 14.116  | 0    | 0           |
| 0                    | Sonstige | 6       | 0    | 0           |

### Reichstagswahl 1877
Es fand ein Wahlgang statt. 23.954 Männer waren wahlberechtigt. Die Zahl der abgegebenen Stimmen betrug 14.125, 25 Stimmen waren ungültig. Die Wahlbeteiligung betrug 59,1 %.
| Kandidat             | Partei   | Stimmen | in % | Anmerkungen      |
| -------------------- | -------- | ------- | ---- | ---------------- |
| Ferdinand von Miller | Zentrum  | 11.036  | 0    | 0                |
| Brey                 | NLP      | 3061    | 0    | Brauereibesitzer |
| 0                    | Sonstige | 28      | 0    | 0                |

### Reichstagswahl 1878
Es fand ein Wahlgang statt. 24.303 Männer waren wahlberechtigt. Die Zahl der abgegebenen Stimmen betrug 10.957, 18 Stimmen waren ungültig. Die Wahlbeteiligung betrug 45,2 %.
| Kandidat             | Partei   | Stimmen | in % | Anmerkungen      |
| -------------------- | -------- | ------- | ---- | ---------------- |
| Ferdinand von Miller | Zentrum  | 10.266  | 0    | 0                |
| Brey                 | NLP      | 562     | 0    | Brauereibesitzer |
|                      | NLP      | 52      | 0    | 0                |
| 0                    | Sonstige | 77      | 0    | 0                |

### Reichstagswahl 1881
Es fand ein Wahlgang statt. 23.116 Männer waren wahlberechtigt. Die Zahl der abgegebenen Stimmen betrug 8790, 11 Stimmen waren ungültig. Die Wahlbeteiligung betrug 38,1 %.
| Kandidat        | Partei   | Stimmen | in % | Anmerkungen  |
| --------------- | -------- | ------- | ---- | ------------ |
| Josef Geiger    | Zentrum  | 6394    | 0    | 0            |
| Hugo von Maffey | Lib      | 2332    | 0    | Gutsbesitzer |
| 0               | Sonstige | 63      | 0    | 0            |

### Reichstagswahl 1890
Für die Reichstagswahl 1890 sind keine Wahlkreisabkommen bekannt. Es fand ein Wahlgang statt. Die Zahl der Wahlberechtigten betrug 22.465, die Zahl der Wähler 11.607. Die Wahlbeteiligung betrug 51,7 %. 32 Stimmen waren ungültig.
| Kandidat          | Partei       | Stimmen | in %   | Anmerkungen         |
| ----------------- | ------------ | ------- | ------ | ------------------- |
| Georg von Vollmar | SPD          | 380     | 3,3 %  | 0                   |
| Franz Weber       | Zentrum      | 8571    | 74,0 % | 0                   |
| Wiedenmann        | Unabhängiger | 2579    | 22,3 % | Gerber aus Schongau |
| 0                 | Sonstige     | 0,4 %   | 0      |                     |

### Reichstagswahl 1893
Für die Reichstagswahl 1893 sind keine Wahlkreisabkommen bekannt. Es fanden zwei Wahlgänge statt. Die Zahl der Wahlberechtigten betrug 24.057, die Zahl der Wähler im ersten Wahlgang 12.957. Die Wahlbeteiligung betrug 53,9 %. 43 Stimmen waren ungültig.
| Kandidat          | Partei   | Stimmen | in %   | Anmerkungen |
| ----------------- | -------- | ------- | ------ | ----------- |
| Burkart           | NLP      | 95      | 0,7 %  | 0           |
| Georg von Vollmar | SPD      | 1224    | 9,5 %  | 0           |
| Franz Weber       | Zentrum  | 6402    | 49,6 % | 0           |
| Oswald Weinhart   | Zentrum  | 5125    | 39,7 % | 0           |
| 0                 | Sonstige | 0,5 %   | 0      |             |

Die Zahl der Wähler in der Stichwahl betrug 14.279. Die Wahlbeteiligung betrug 59,4 %. 22 Stimmen waren ungültig.
| Kandidat        | Partei  | Stimmen | in %   | Anmerkungen |
| --------------- | ------- | ------- | ------ | ----------- |
| Franz Weber     | Zentrum | 7418    | 52,0 % | 0           |
| Oswald Weinhart | Zentrum | 6839    | 48,0 % | 0           |

### Reichstagswahl 1898
Für die Reichstagswahl 1898 sind keine Wahlkreisabkommen bekannt. Es fand ein Wahlgang statt. Die Zahl der Wahlberechtigten betrug 24.915, die Zahl der Wähler 13.752. Die Wahlbeteiligung betrug 55,2 %. 69 Stimmen waren ungültig.
| Kandidat              | Partei   | Stimmen | in %   | Anmerkungen         |
| --------------------- | -------- | ------- | ------ | ------------------- |
| Max Erhard            | BB       | 5575    | 40,7 % | Ökonom in Hagenheim |
| Franz Schmitt         | SPD      | 524     | 3,8 %  | 0                   |
| Klemens von Thünefeld | Zentrum  | 7519    | 55,0 % | 0                   |
| 0                     | Sonstige | 0,5 %   | 0      |                     |

### Reichstagswahl 1903
Für die Reichstagswahl 1903 sind keine Wahlkreisabkommen bekannt. Es fand ein Wahlgang statt. Die Zahl der Wahlberechtigten betrug 26.643, die Zahl der Wähler 17.709. Die Wahlbeteiligung betrug 66,5 %. 59 Stimmen waren ungültig.
| Kandidat              | Partei   | Stimmen | in %   | Anmerkungen                |
| --------------------- | -------- | ------- | ------ | -------------------------- |
| Wolfgang Hofmann      | BB       | 5926    | 33,6 % | 0                          |
| Persch                | BdL      | 103     | 0,6 %  | Gutspächter aus Wolfskofen |
| Sebastian Witti       | SPD      | 1798    | 10,2 % | Zeitungsexpedient München  |
| Klemens von Thünefeld | Zentrum  | 9777    | 55,4 % | 0                          |
| 0                     | Sonstige | 0,2 %   | 0      |                            |

### Reichstagswahl 1907
Für die Reichstagswahl 1907 einigten sich NLP, Freisinnige Volkspartei und DVP auf den Kandidaten der NLP. Es fand ein Wahlgang statt. Die Zahl der Wahlberechtigten betrug 28.444, die Zahl der Wähler 21.156. Die Wahlbeteiligung betrug 74,4 %. 62 Stimmen waren ungültig.
| Kandidat              | Partei   | Stimmen | in %   | Anmerkungen                                                   |
| --------------------- | -------- | ------- | ------ | ------------------------------------------------------------- |
| Wolfgang Hofmann      | BB       | 1864    | 8,8 %  | 0                                                             |
| Ernst Fischer         | NLP      | 2337    | 11,1 % | Dr. med., praktischer Arzt und Gutsbesitzer aus Stadtwaldshof |
| Sebastian Witti       | SPD      | 2850    | 13,5 % | 0                                                             |
| Klemens von Thünefeld | Zentrum  | 14.023  | 66,5 % | 0                                                             |
| 0                     | Sonstige | 0,1 %   | 0      |                                                               |

### Reichstagswahl 1912
Für die Reichstagswahl 1912 einigten sich NLP und die Fortschrittliche Volkspartei auf den Kandidaten Dr. Müller. Es fand ein Wahlgang statt. Die Zahl der Wahlberechtigten betrug 31.525, die Zahl der Wähler 23.483. Die Wahlbeteiligung betrug 74,5 %. 88 Stimmen waren ungültig.
| Kandidat              | Partei   | Stimmen | in %   | Anmerkungen                      |
| --------------------- | -------- | ------- | ------ | -------------------------------- |
| Huber                 | BB       | 1609    | 6,9 %  | Bauer aus Kuchenried             |
| Müller                | FoVP     | 3121    | 13,3 % | Dr., Schriftsteller aus Emmering |
| Josef Staimer         | SPD      | 3794    | 16,2 % | 0                                |
| Klemens von Thünefeld | Zentrum  | 14.852  | 63,5 % | 0                                |
| 0                     | Sonstige | 0,1 %   | 0      |                                  |

### Ersatzwahl 1913
Aufgrund des Todes von Klemens von Thünefeld war eine Nachwahl notwendig. Es fand ein Wahlgang am 18. Juli 1913 statt.
| Kandidat          | Partei   | Stimmen | in %   | Anmerkungen  |
| ----------------- | -------- | ------- | ------ | ------------ |
| Georg Eisenberger | BB       | 5228    | 23,2 % | 0            |
| Dr. K. E. Müller  | NLP      | 2526    | 11,2 % | aus Emmering |
| Josef Staimer     | SPD      | 3321    | 14,7 % | 0            |
| Erich Emminger    | Zentrum  | 11.493  | 50,9 % | 0            |
| 0                 | Sonstige | 0,0 %   | 0      |              |